# لویی رید

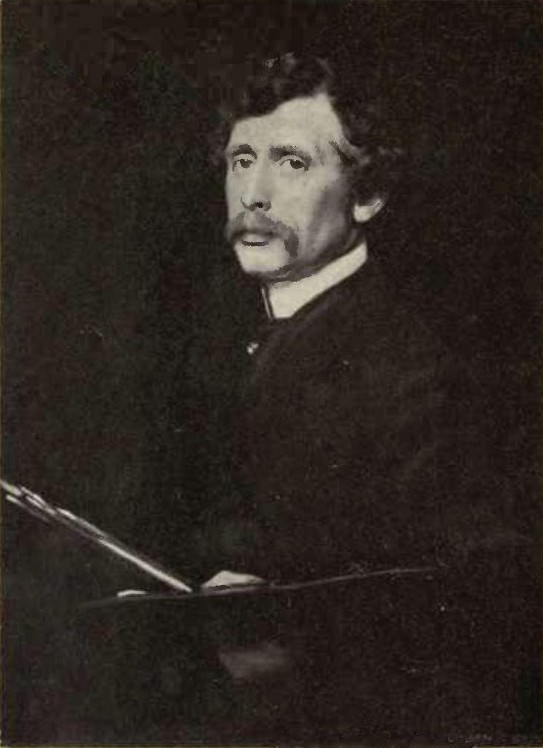
لویی رید در سال ۱۹۰۷ میلادی.

لویی رید (به انگلیسی: Louis Rhead) طراح، نقاش، تصویرگر و نویسنده انگیسی‌تبار آمریکایی بود. در ابتدای دهه ۱۹۳۰ میلادی، بخاطر طراحی‌های پوسترهایش به شهرت رسید و آثارش به شکلی مداوم در مجلات هارپرز بازار، هارپر، سنچری و ژورنال خانگی بانوان چاپ و منتشر می‌شد.
وی در دهه ۱۹۴۰ میلادی، به تصویرگری داستان‌های کودکان پرداخت.

## نگارخانه

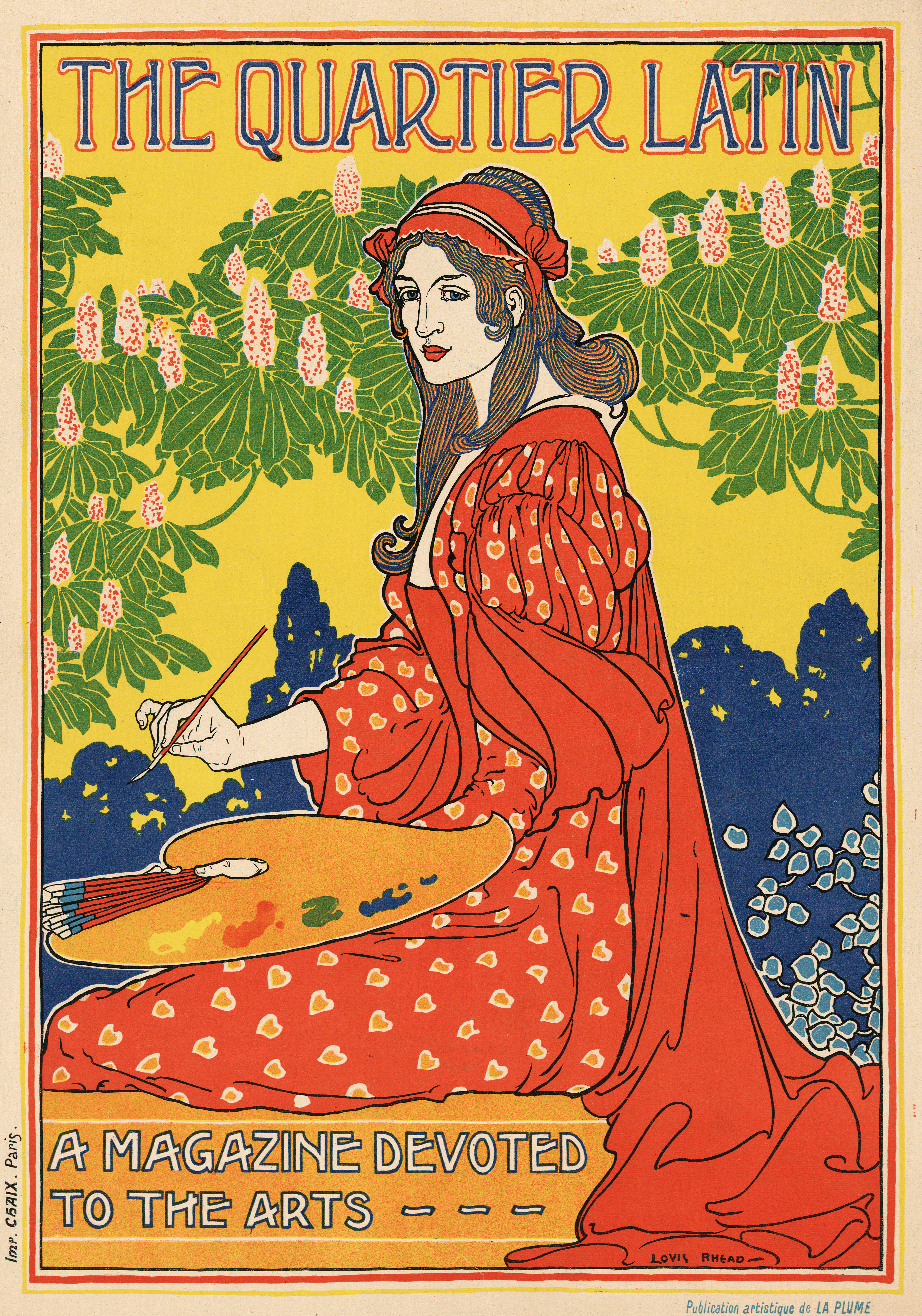
پوستر روی جلد کوآرتیر لاتین
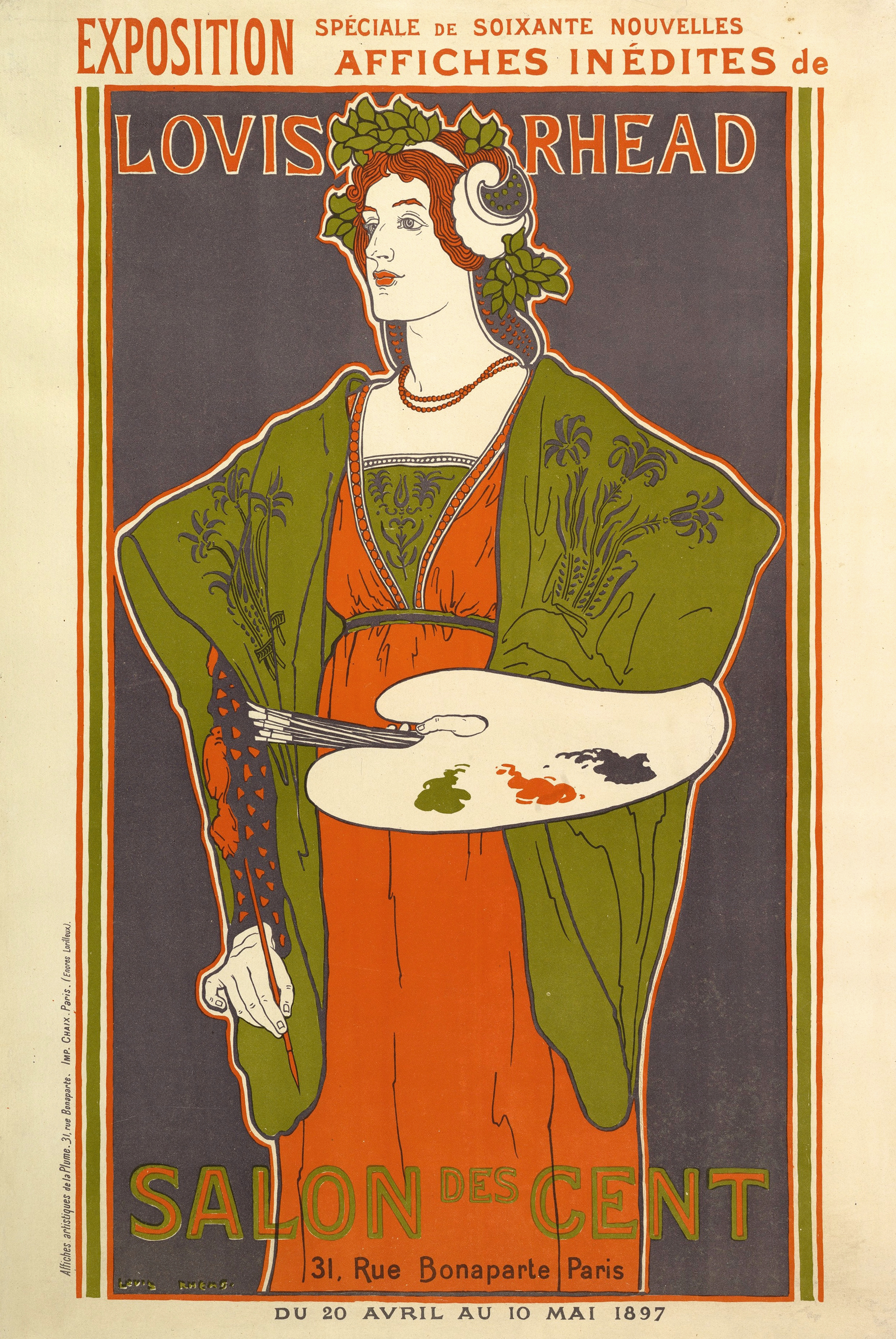
پوستر نمایشگاه لویی رید در سالن دو سنت پاریس به تاریخ ۲۰ آوریل تا ۱۰ مه ۱۸۹۷ م.
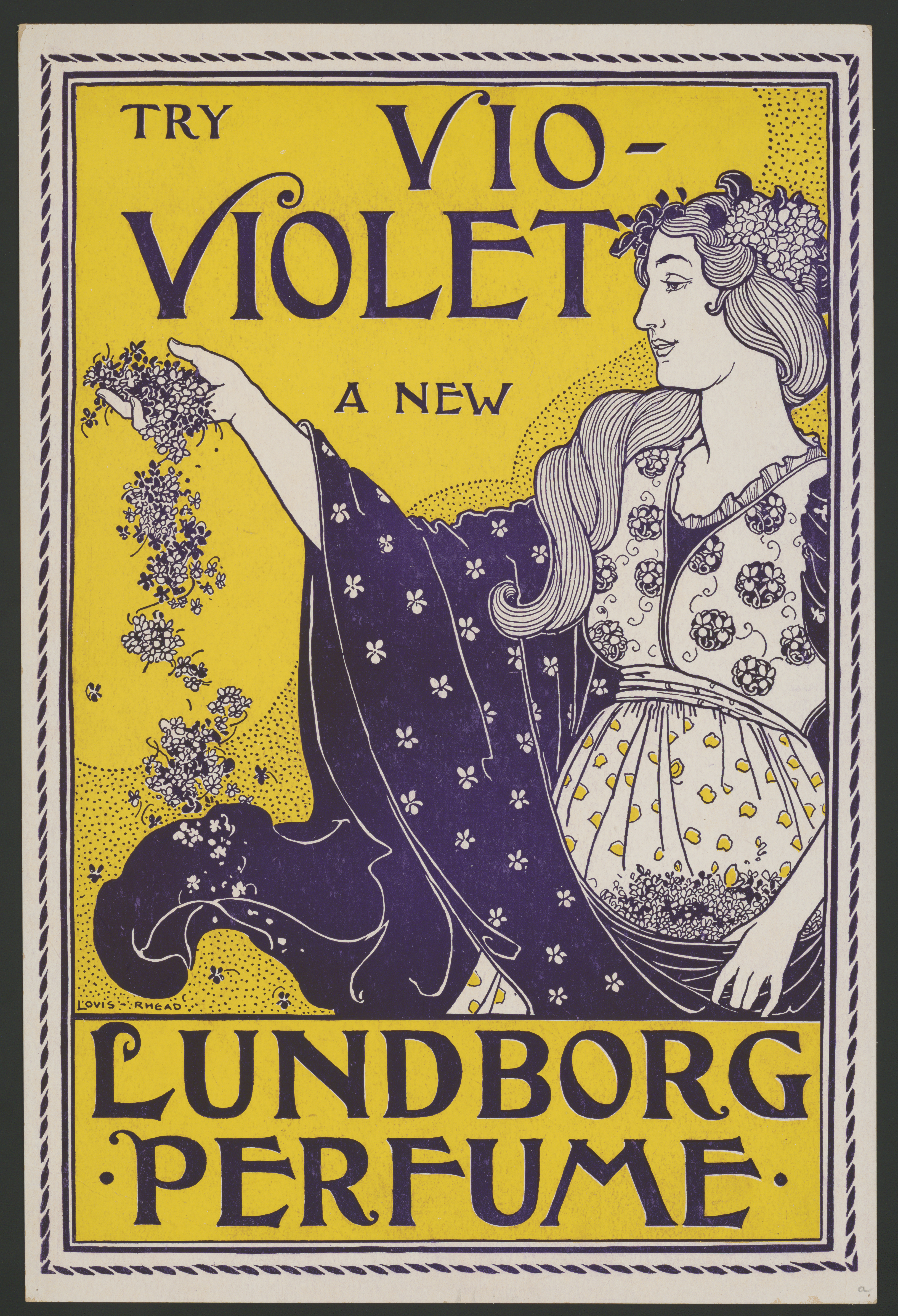
پوستر تبلیغاتی عطر زنانه شرکت لاندبورگ با نام تجاری ویو-ویولت موزه متروپولیتن نیویورک
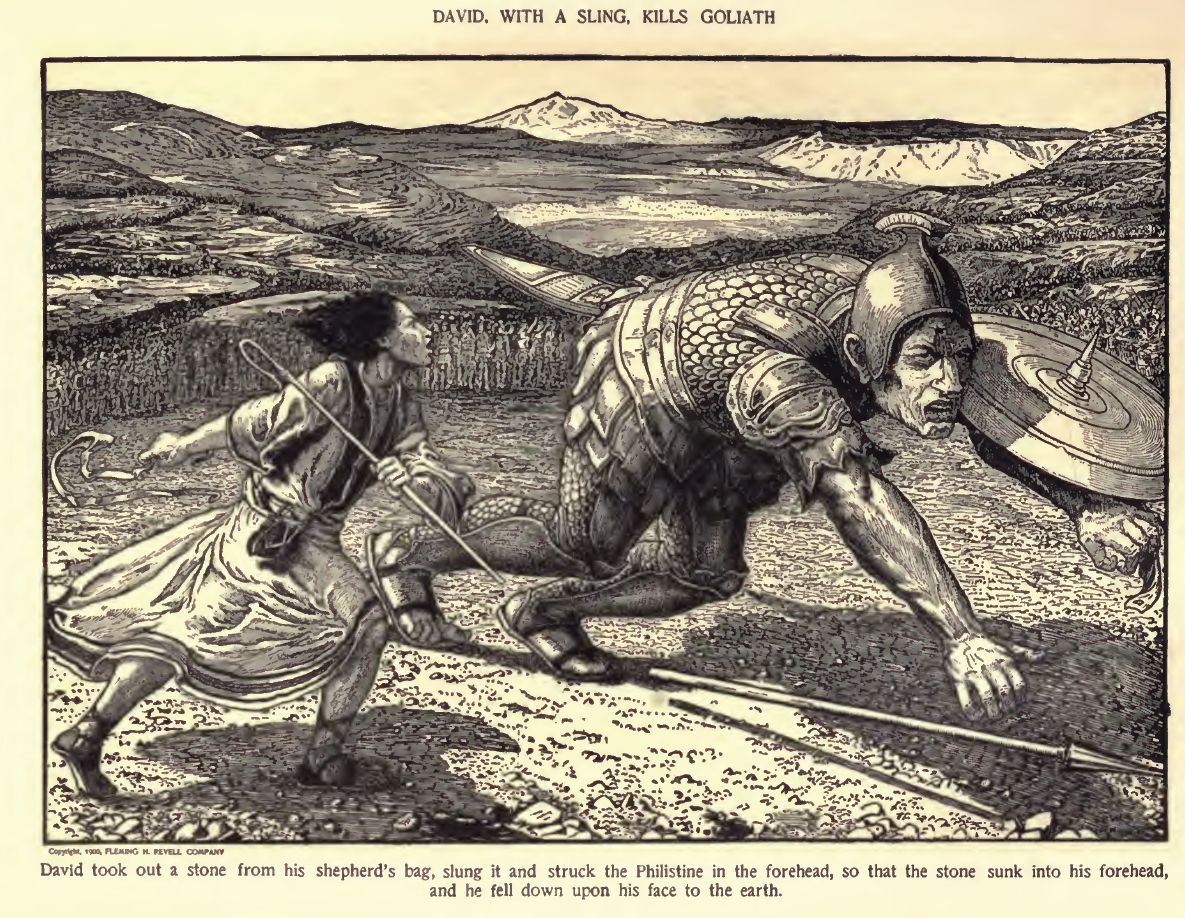
تصویرگری کتاب گُلایت و داوود
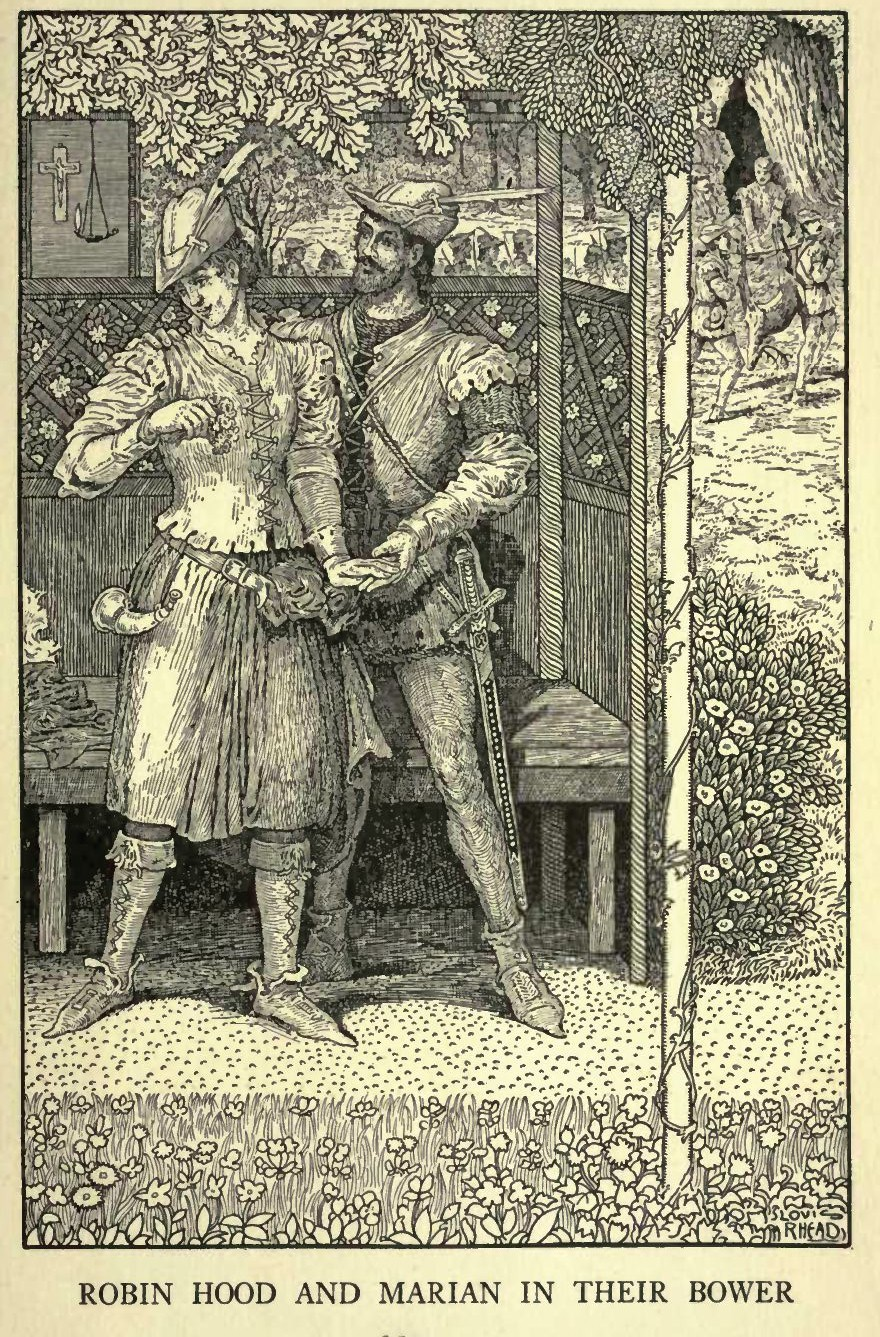
تصویرگری کتابرابین هود